# Abflussbeiwert
Der Abflussbeiwert {\displaystyle \Psi }, gelegentlich auch Gesamtabflussbeiwert, ist ein Begriff aus der Hydrologie und bezeichnet das Verhältnis desjenigen Teils eines Niederschlagsereignisses, der direkt zum Abfluss {\displaystyle Ao} gelangt (effektiver Niederschlag), zum Gesamtniederschlag {\displaystyle N}:
{\displaystyle \Psi ={\frac {Ao}{N}}}
Der Unterschied zwischen Niederschlag und Abfluss ergibt sich aus folgenden Gründen:
- am Beginn eines Regenereignisses werden zunächst lokale Mulden im Gelände aufgefüllt (Benetzungs- und Muldenverlust). Dies deckt sich mit der Beobachtung, dass am Anfang eines Regenereignisses überhaupt kein Abfluss stattfindet, der erste Teil eines Niederschlagsereignisses geht sozusagen für den Abfluss verloren
- ein Teil des Niederschlags versickert bzw. füllt die Bodenporen auf (Versickerungsverlust)
- ein weiterer Teil verdunstet (Verdunstungsverlust).

Der Abflussbeiwert wird verwendet zur Bemessung von Regen- und Mischwasserkanälen, der Berechnung des Hochwasserabflusses in Flüssen auf Grund beobachteter (historischer) Regenereignisse und bei Hochwasserprognosen.
Der Abflussbeiwert ist abhängig von den Eigenschaften des Einzugsgebiets (Anteil und Durchlässigkeit befestigter Flächen, Bodeneigenschaften, Bewuchs, Geländeneigung, Vorfeuchte, Eisbedeckung) sowie der Intensität und Dauer des Niederschlagsereignisses. Die Wirkung der Gebietseigenschaften kann sich mit Niederschlagsintensität und -dauer ändern.

## Weitere Abflusskennwerte
Zusätzlich zum oben definierten (mittleren) Abflussbeiwert sind im Wasserbau  weitere Werte in Gebrauch, v. a. für die Planung und Dimensionierung abwassertechnischer Anlagen:
- Der Spitzen-Abflussbeiwert: Dieser wird ermittelt als Quotient aus der maximalen Regenabflussspende einer betrachteten Fläche zur ausgelegten/bemessenen Spende.
- Ein weiterer bedeutsamer Wert ist der End-Abflussbeiwert. Dieser ist definiert als Abflussbeiwert, der sich nach einem längeren Regenereignis nach Auffüllen aller temporären Speicher und Verluste (hier vor allem relevant: Muldenverlust, Benetzungsverlust) als konstanter Wert ergibt – der Abflussbeiwert einer Fläche ist bei Beginn eines Regenereignisses gleich Null, er steigt danach mit der Regendauer an, wenn nach und nach alle Zwischenspeicher aufgefüllt werden, um schließlich einen konstanten (maximalen) Wert zu erreichen: den Endabflussbeiwert. Solche Abflussbeiwerte werden zur Ermittlung der Niederschlagswassergebühr festgelegt und herbeigezogen:[2]

| Art der Fläche                                                 | Endabflussbeiwert |
| -------------------------------------------------------------- | ----------------- |
| befestigt und versiegelt wie Beton oder Asphalt                | 1,0               |
| befestigt mit teilweise wasserdurchlässigen Materialien        | 0,3 bis 0,6       |
| Beton- und Natursteinpflaster, Plattenbeläge und Verbundsteine | 0,6               |
| Rasengittersteine, Kies, Schotter, Gründächer                  | 0,3               |
Im Unterschied zum Abflussbeiwert gibt der Abflusskoeffizient das Verhältnis von erfolgtem Niederschlag zum gemessenen Abfluss über einen längeren Zeitraum an. In ihm sind also auch die Teile des Niederschlags enthalten, die vorerst im Gebiet gespeichert werden, jedoch erst später zum Abfluss gelangen. Hier ergibt sich eine Differenz lediglich aus der erfolgten Verdunstung.